# Paulí Pallàs i Latorre
Paulí Pallàs i Latorre (Cambrils, 1 de desembre de 1862 - Barcelona, 6 d'octubre de 1893) va ser un anarquista català de la segona meitat del segle xix. Va guanyar notorietat per l'intent d'assassinat al comandant general (governador militar) de Catalunya, el general Arsenio Martínez Campos, durant una desfilada militar, el 24 de setembre de 1893. Va ser executat per un escamot d'afusellament el 6 d'octubre de 1893. Alguns historiadors li atribueixen també l'atemptat al Teatre d'Alcántara de Rio de Janeiro l'1 de maig de 1891.

## Biografia

### Primers anys
Era el fill de Pasqual Pallàs i Andreu, picapedrer natural de Maella, i de Francesca Latorre i Brusau, natural de Gerri de la Sal. Fou batejat a l'església parroquial de Santa Maria de Cambrils l'endemà de néixer, el 2 de desembre de 1862, i li posaren els noms de Paulino Francisco Plásido. Va tenir una infància molt difícil i va arribar a passar períodes de fam. Va aprendre sol a llegir i escriure i fins i tot des d'adolescent va treballar de venedor viatjant per tot Espanya, a més de França i Itàlia. En els seus viatges es va contactar i va conèixer als anarquistes i la seva literatura, i aviat va esdevenir un gran lector.
El 6 de gener de 1884 va contraure matrimoni a l'església de Santa Madrona de Barcelona amb Àngela Vallès i Climent, nascuda el 1863 a Barcelona. Van tenir tres fills, Ricard, Pasqual i Paulí, nascuts els anys 1885, 1888 i 1892, respectivament.

### Viatge per Amèrica del Sud
Viatja a l'Argentina i allí coneix Errico Malatesta, amb qui farà un viatge a la Patagònia. Resideix a Rosario, on va obtenir fama d'home molt culte i instruït. Va participar de mítings i manifestacions d'anarcocomunistes per l'Argentina celebrant el Primer de maig de 1890 a Rosario. De seguida va viatjar pel Brasil on s'indigna per les males condicions que pateixen els treballadors brasilers. Segons alguns historiadors Pallàs hauria llançat una bomba al Teatre Alcántara de Rio de Janeiro l'1 de maig de 1891.

### Tornada a Catalunya
Perseguit, Paulí torna a Barcelona, on es troba amb Malatesta. Incapaç de trobar un treball normal, compra una màquina de cosir i comença a treballar per a una fàbrica tèxtil. En aquesta època es converteix en part del col·lectiu Benvenuto Salud al costat de Manuel Archs i Solanelles i Pere Marbá i Collet, el grup aprèn l'ofici d'impressor i comença a publicar textos anarquistes. Per aquesta època es va relacionar amb una dona amb la qual va tenir un fill.

### L'atac de laGran Via

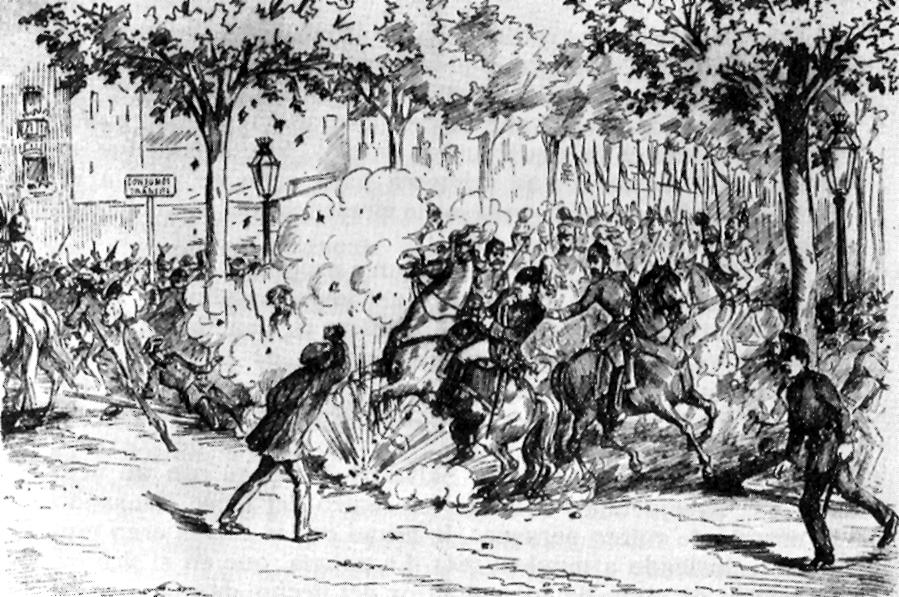
Il·lustració d'un periòdic de l'època sobre l'atemptat de Paulí Pallàs

El 24 de setembre de 1893, i per festejar el dia del sant de la Princesa d'Astúries, el general Martínez Campos havia disposat una desfilada militar a la Gran Via de Barcelona. Paulí Pallàs va llançar dues bombes Orsini contra les potes del cavall i lateral del carro del capità general al crit de "Visca l'anarquia" i li causà ferides lleus, a ell i als generals Castellví i Clement i matant al guàrdia civil Jaime Tous; a més, van quedar una desena de ferits.

### Motivacions de l'atemptat
El gener de 1892, després de dos anys de persecució estatal, s'inicià a Jerez de la Frontera una rebel·lió camperola. Les organitzacions camperoles d'inspiració anarquista van ser severament reprimides. L'estat va mobilitzar a les forces armades que van intervenir violentament de manera desproporcionada detenint i torturant a centenars de persones. Setze homes van ser jutjats i condemnats amb penes que anaven des dels 10 anys de presó a cadena perpètua. L'anarquista Fermín Salvochea Álvarez, va ser jutjat per incitació a la rebel·lió malgrat que estava empresonat a la presó de Cadis, durant l'incident. Quatre d'ells van ser executats sumàriament per un escamot d'afusellament el 16 de febrer. Enfront d'un nombre tan gran d'injustícies Pallàs va decidir actuar contra la vida de l'autor principal de les operacions, el general Arsenio Martínez Campos.

### Presó i execució

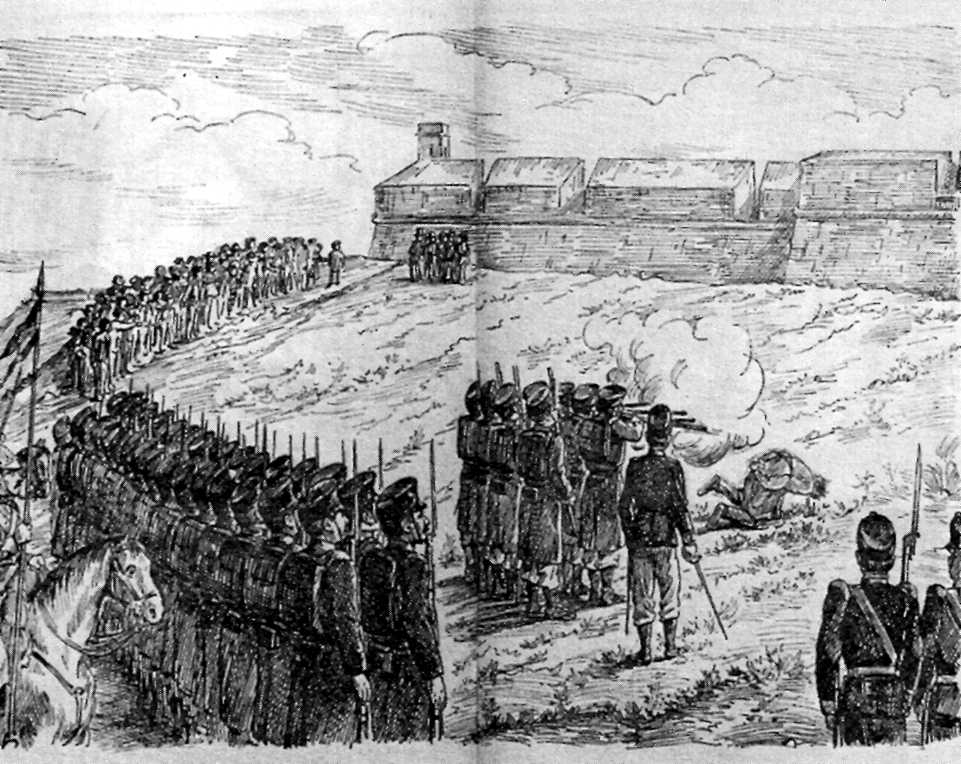
Il·lustració d'un periòdic de l'època sobre l'execució de Paulí Pallàs

Després de llançar les dues bombes, Paulí Pallàs no va intentar fugir. Per contra, va llançar el seu barret a l'alt i va continuar cridant "Visca l'anarquia". Va ser detingut immediatament, jutjat i condemnat el dia 29 de setembre i afusellat el 6 d'octubre al pati de la presó del castell de Montjuïc, a Barcelona. Abans de morir Pallàs va etzibar als seus executors que la venjança per la seva mort seria encara més terrible que les causes per les quals el mataven.

### Conseqüències
L'«atemptat de la Gran Via», com es va conèixer en aquesta època, va tenir gran repercussió en la conferència anarquista de Chicago d'aquest any, on es va considerar l'acció de Pallàs justificada pels terribles actes comesos fins llavors per l'estat espanyol, no només en contra dels seus ciutadans, sinó també a les seves colònies. Els anarquistes de tot el món van recolzar l'acció de Pallàs i molts periòdics anarquistes de l'època, entre els quals La Controversia, El Oprimido i La Revancha, van expressar el seu suport a l'acció contra Martínez Campos, considerant una delicte contra la humanitat que fos nomenat capità general de Catalunya.
Un dia després de la seva execució, una carta autobiogràfica, escrita per Pallàs el 3 d'octubre de 1893, va ser publicada en el diari El País. Paradoxalment, i probablement impulsat per la culpa després de l'execució de Pallàs, el general Martínez Campos va protegir la família de Pallàs emprant a la seva parella per treballar com a ajudant en la cuina de casa seva i cuidant de la salut i l'educació del seu fill durant tota la seva vida. En l'edat adulta, el fill petit de Pallàs, Paulí Pallàs i Vallès, va acabar convertint-se en un activista capdavanter de la Unió de Lliure Comerç, la que també era denominada com a «sindicalisme lliure» que, malgrat el nom de l'organització, era una entitat patronal vinculada a l'exèrcit que s'oposaria a les organitzacions anarquistes i progressistes de les següents dècades.

## Cicle de revenges
L'execució de Paulí Pallàs va ser part d'un llarg cicle de revenges entre els anarquistes espanyols i l'Estat. El 7 de novembre de 1893, en venjança per la seva execució Santiago Salvador i Franch va llançar dos artefactes explosius contra la platea (integrada principalment per membres de la burgesia catalana) de l'òpera del Liceu de Barcelona durant la presentació de l'òpera Guillem Tell. Salvador Franch també serà executat el 21 de novembre de 1894.
El 7 de juny de 1896, també a Barcelona, una bomba explota enmig de la processó de Corpus Christi. Dotze persones van morir i 44 van quedar ferides. Fets semblants es repetirien durant els anys posteriors.